# Пропорційна камера

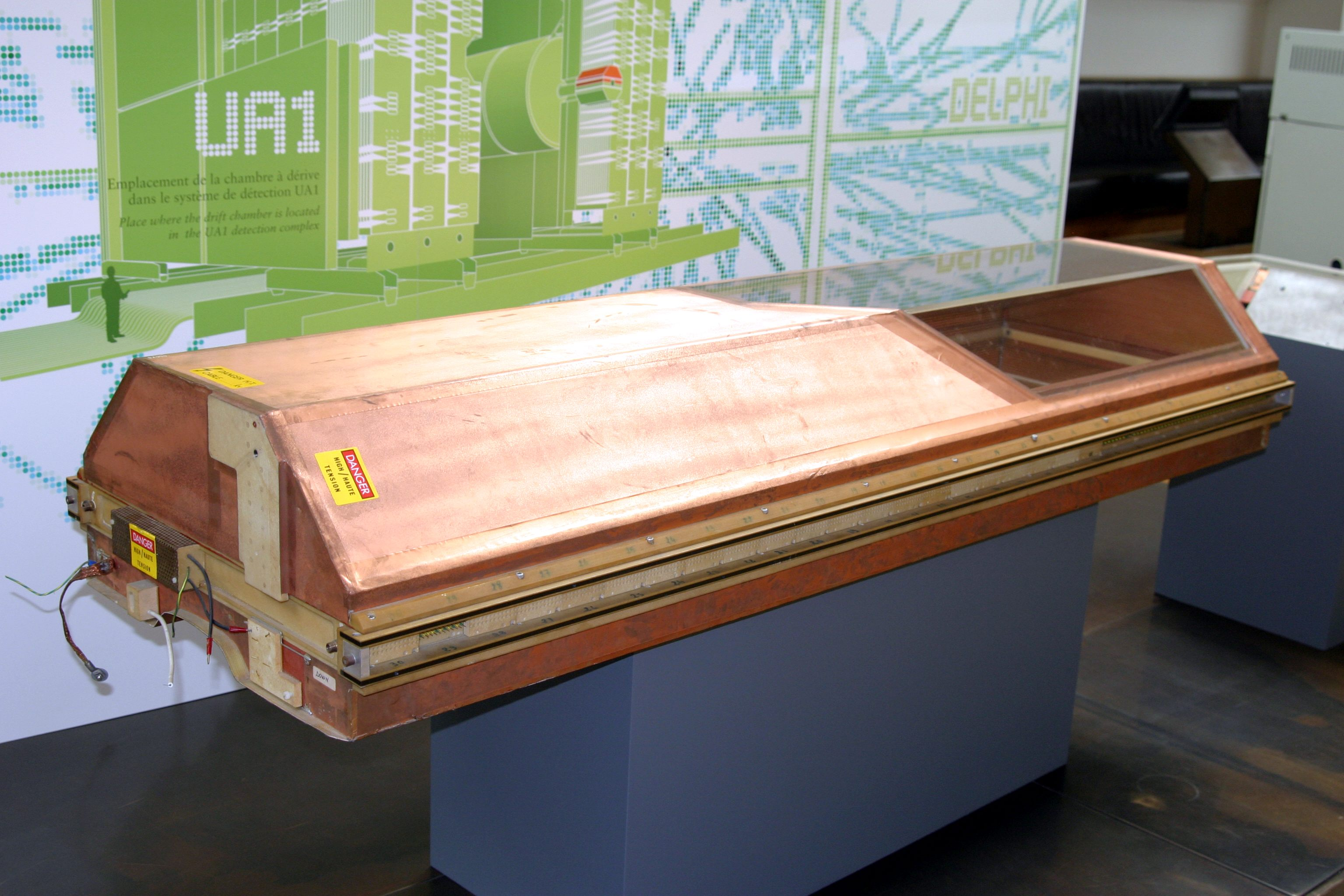
Дрейфова камера в Музеї мистецтв і ремесел у Парижі

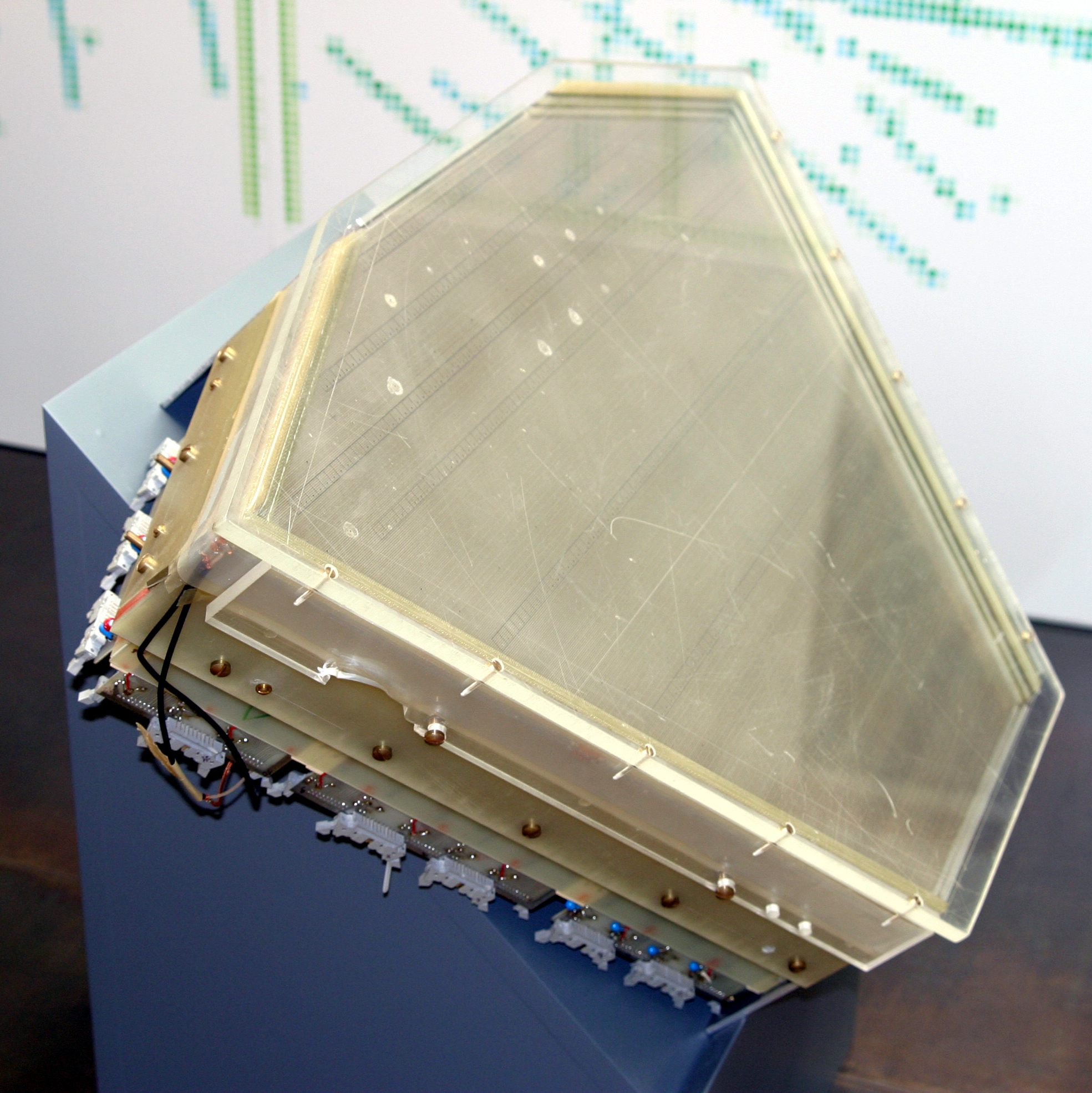
Елемент дрейфової камери

Еквіпотенціальні лінії та лінії напруженості поля в БПК

Багатодротова пропорційна камера (або просто дротяна камера) — детектор іонізуючого випромінювання (або детектор елементарних частинок), технологія таких камер розвиває концепцію лічильника Гейгера і пропорційного лічильника. На відміну від пропорційного лічильника, в якому для зняття сигналу використовують один анод, у багатодротовій пропорційній камері в єдиному газовому обʼємі містяться відразу багато анодів, що дозволяє отримувати не тільки інформацію про величину йонізації, але й координату частинки, що пройшла.

## Пропорційний лічильник
Пропорційний лічильник — газовий детектор іонізуючого випромінювання, в основі принципу роботи якого лежить процес лавинного посилення заряду в циліндричному електричному полі. Режим пропорційного посилення в такому лічильнику дозволяє, на відміну від гейгерівського режиму, крім самого факту проходження частинки, виміряти величину іонізації, залишеної зарядженою частинкою.